# Марсел Албер
Марсел Албер (фр. Marcel Albert; Париз, 25. новембар 1917 - Харлиџен, 23. август 2010) је био француски пилот који је служио у војскама Вишијевске Француске, Слободне Француске,у Совјетском ратном ваздухопловству и Краљевском ратном ваздухопловству.

## Биографија
Одрастао је у фамилији из радничке класе.
Постао је механичар и примљен је на тренинг за пилоте у Француском ваздухопловству. Након завршене основне и напредне обуке, распоређен је у центар за обуку у Шартру.

## Други светски рат
Након уласка снага немачке војске у Француску, његова ескадрила је била премештена на аеродром у Ремсу. Албер је 14. маја 1940. године оборио бомбардер Дорније Do 17, а касније тога дана је оборио Месершмит Bf 109, мада ово обарање није потврђено.
Као пилот Вишијевске Француске, био је распоређен у Алжир, где је био на пар задатака против британских снага. Марсел Албер и још два пилота су дезертирала и предала се Британцима.
Придружио се Краљевском ратном ваздухопловству и био на 47 летова у авиону Супермарин спитфајер.
Крајем 1942. године, Албер се придружио снагама Слободне Француске. Бива послат на Источни фронт, у Совјетски Савез да би помогао у борби против немачке војске. Његова ескадрила се прикључила борбама у арпилу 1943. године, летећи у руском борбеном авиону Јак-1, а касније и Јак-9 и Јак-3. Убрзо се показао као један од најбољих пилота у ескадрили. Први авион је оборио 16. јуна 1943. године, а у јулу је забележио још 3. У септембру 1943. године му је дата команда над Првом ескадрилом.
Током офанзиве на Источну Прусију у октобру 1944. године, забележио је још седам обарања.
Укупно је оборио 23 непријатељска авиона у 262 летачке мисије, што га поставља на друго место међу француским пилотима по обореним непријатељима у Другом светском рату.
Одликован је Златном звездом и звањем Херој Совјетског Савеза. Та награда се веома ретко додељује странцима.

## Послератни период
Албер је радио као пилот тестер, а 1946. је послат у Чехословачку, где је упознао будућу супругу. Напустио је војску 1948. године и преселио се у Сједињене Америчке Државе, где је живео у градићу Чипли.

## Одликовања
- Национални орден Легије части
- Орден ослобођења
- Војни крст
- Херој Совјетског Савеза[2]
- Орден Лењина
- Орден Црвеног барјака
- Чехословачки ратни крст 1939
- Орден Отаџбинског рата

## Листа забележених ваздухопловних победа
| Оборени авион    | Датум              | Коришћени авион |
| ---------------- | ------------------ | --------------- |
| Дорније Do 17    | 14. мај 1940       | Д.520           |
| Фв 189           | 16. јун 1943       | Јак-1           |
| Месершмит Bf 110 | 14. јул 1943       | Јак-9           |
| Фоке-Вулф Fw-190 | 17. јул 1943       | Јак-9           |
| Фоке-Вулф Fw-190 | 17. јул 1943       | Јак-9           |
| Јункерс Ju 88    | 19. јул 1943       | Јак-9           |
| Јункерс Ju 87    | 31. август 1943    | Јак-9           |
| Фоке-Вулф Fw-190 | 1. септембар 1943  | Јак-9           |
| Фоке-Вулф Fw-190 | 17. септембар 1943 | Јак-9           |
| Фоке-Вулф Fw-190 | 22. септембар 1943 | Јак-9           |
| Хеншел Хс 126    | 4. октобар 1943    | Јак-9           |
| Фоке-Вулф Fw-190 | 12. октобар 1943   | Јак-9           |
| Јункерс Ju 88    | 15. октобар 1943   | Јак-9           |
| Фоке-Вулф Fw-190 | 15. октобар 1943   | Јак-9           |
| Фоке-Вулф Fw-190 | 15. октобар 1943   | Јак-9           |
| Јункерс Ju 87    | 16. октобар 1944   | Јак-3           |
| Јункерс Ju 87    | 16. октобар 1944   | Јак-3           |
| Фоке-Вулф Fw-190 | 16. октобар 1944   | Јак-3           |
| Хеншел Хс 129    | 18. октобар 1944   | Јак-3           |
| Хеншел Хс 129    | 18. октобар 1944   | Јак-3           |
| Фоке-Вулф Fw-190 | 18. октобар 1944   | Јак-3           |
| Месершмит Bf 109 | 23. октобар 1944   | Јак-3           |
| Месершмит Bf 109 | 26. октобар 1944   | Јак-3           |